# Leviticus
Leviticus — шведская христианская рок-группа, образованная в 1981 году в городе Шёвде.

## История
Группа была сформирована в 1981 году в шведском городе Шёвде.
Первая студийная работа музыкантов вышла в 1982 году. Это был мини-альбом под названием Stå och titta på — полностью на шведском языке. Два года спустя группа выпускает свой первый полноформатный студийный альбом — I Shall Conquer.
Затем последовали ещё 2 альбома — в 1985 и 1987 годах соответственно.
Следующий, наиболее успешный студийный альбом группы выпущенный в 1989 году, записывался в США. Он стал пятым и последним официальным студийным альбомом группы.

## Дискография

### Студийные альбомы
- I Shall Conquer (1984)
- The Strongest Power (1985)
- Setting Fire of To the Earth (1987)
- Knights of Heaven (1989)

### Мини-альбомы (EP)
- Stå och titta på (1982)

### Синглы
- Let Me Fight (1984)
- Love Is Love (1987)
- Born Again (1989)

### Компиляции
- The Best of Leviticus (1994)

### Концертные альбомы
- Live at Bobefest... After Thirteen Years of Silence... (2003)

## Участники

### Текущий состав
- Пео Петтерссон — вокал
- Бьёрн Стигссон — электрогитара